# 諫山創
諫山創（日语：／ Isayama Hajime，1986年8月29日—），日本漫畫家。男性。出身於大分縣日田郡大山町（現日田市）。大分縣立日田林工高等學校、專門學校九州設計學院漫畫學科畢業。

## 簡介
高中時期（大分縣立日田林工高等學校）開始嘗試投稿漫畫，畢業後就讀專門學校九州設計學院。
2006年，諫山創以《進擊的巨人》中的作品獲得講談社 MGP（Magazine Grand Prix）榮譽獎。 2008年，以《HEART BREAK ONE》獲得第80屆週刊少年Magazine新人漫畫獎新人漫畫獎特別鼓勵獎。同年，作品《orz》榮獲第81屆週刊少年Magazine新人漫畫獎。憑藉同樣的作品，他再《Magazine SPECIAL》上首次亮相。
2009年，《進擊的巨人》開始在《別冊少年Magazine》連載。該作品於2011年獲得第35屆講談社漫畫獎少年部門，並被改編成動畫和真人電影等媒體組合。這項成就得到了認可，並於2021年作品完結時獲得了第三屆野間出版文化獎。
私生活方面，2018年12月31日，他在部落格上宣布結婚。
2023年，獲得第50屆安古蘭國際漫畫節特別獎。

## 人物
- 老家種植梅子[5]。當初，父親反對他成為漫畫家[6]。但是2014年，卻使用了父母家的李子製成的《進擊的巨人》角色的梅酒在當地的大山町出售[7]。
- 高中期間，他在炒麵店「想夫戀（日语：想夫恋 (飲食店)）」的大山分店打工[8]。
- 小學時期曾經加入足球隊，但表示當時的自卑感影響了他後來的角色發展[9]。
- 自從觀看了2002年安東尼奧·羅德里戈·諾蓋拉（英语：Antônio Rodrigo Nogueira）對決鮑伯·薩普的格鬥比賽後，觀賞格鬥技是他的興趣，他就將觀看格鬥技作為一種愛好，偶爾也會在部落格上討論綜合格鬥技的話題[10][11]。他也表示，有時會在作品中模仿現實中的格鬥家來描繪格鬥技巧和人物[12]。
- 興趣是上網，經常查看自己作品的評論，有時也會參考粉絲的意見和建議[13]。
- TBS電台的忠實聽眾，曾親自第一次受邀上節目。
- 自稱是偶像團體桃色幸運草Z的粉絲，該巨人以成員玉井詩織為電視節目《桃草Chan ～Momoiro Clover Z Channel～（日语：ももクロChan〜Momoiro Clover Z Channel〜）》上繪製的插畫為基礎，在作品中出現了兩次。

## 作品列表

### 連載
- 進擊的巨人（《別册少年Magazine》2009年10月號（創刊號）—2021年5月號，全34冊）

### 短篇
- 人類VS巨人 19歲時的出道作品（於2018年11月1日於《Magazine Debut》發佈）
- orz（《Magazine SPECIAL》2009年3月號）
- 進撃的巨人 特別篇（《週刊少年Magazine》2010年10號、2011年2、3號）
- the Killing Pawn（《週刊少年Magazine》2014年36、37合併號，作畫：皆川亮二）—收錄於皆川的短篇集《轉送者 皆川亮二短篇集》（2021年，小學館）[14]。
- （原案：裕貴，《別冊少年Magazine》2025年2月號[15]）—負責名字原作[15]。

## 演出

### 廣播節目
- （RF日本，2011年3月1日）[16]
- 週六之夜Labo單元（TBS電台，2014年4月26日）[17]

### 電視節目
- AniP（日语：あにP）（TOKYO MX，2013年3月31日）[18]
- 未來劇院（日语：未来シアター）（日本電視台，2013年5月10日）[19]
- 專訪從這裡開始（日语：インタビューここから）「進擊的巨人 作者 諫山創」（NHK綜合，2018年5月5日）[20]
- 情熱大陸（MBS，2018年11月18日）[21]
- 新·情報7days Newscaster（日语：情報7daysニュースキャスター）（TBS，2020年6月6日[22]、2021年1月9日[23]）

## 相關人物

### 師父
- 佐藤友生

### 助手
- 野村優介：他是榮獲第80屆週刊少年Magazine新人漫畫獎的同學，也是《進擊的巨人》現場的助手[24]。自2018年起擔任《藍色監獄》的漫畫家（作畫）。
- 蒲夕二[25]
- 高弓：在《進擊的巨人》即將結束時，擔任了半年的助手[25]。
- 遠藤達哉

## 外部連結
- （日語）—諫山創的官方個人部落格。